# Голицын (лунный кратер)
Голицын (лат. Golitsyn) — крупный молодой ударный кратер в южном полушарии обратной стороны Луны. Название присвоено в честь русского физика Бориса Борисовича Голицына (1862—1916) и утверждено Международным астрономическим союзом в 1970 г. Образование кратера относится к позднеимбрийскому периоду.

## Описание кратера
Кратер лежит в юго-западной области гор Рук. Ближайшими соседями кратера являются кратер Фрайкселл на северо-востоке, а также кратер Шулейкин на востоке-юго-востоке. На северо-востоке от кратера находится Море Восточное, на востоке — борозды Петтита, на юго-востоке — борозды Фокаса. Селенографические координаты центра кратера 25°12′ ю. ш. 105°12′ з. д. / 25,2° ю. ш. 105,2° з. д., диаметр 35,5 км, глубина 2,1 км.
Кратер имеет полигональную форму с четко очерченной кромкой вала, северо-западная часть вала перекрыта небольшим кратером. Внутренний склон вала имеет террасовидную структуру, следы обрушения с осыпями у подножия. Средняя высота вала кратера над окружающей местностью 990 м, объём кратера составляет приблизительно 900 км³. Дно чаши кратера неровное. Имеется центральный пик с возвышением около 700 м.

## Сателлитные кратеры
| Голицын | Координаты                                              | Диаметр, км |
| ------- | ------------------------------------------------------- | ----------- |
| J       | 27°41′ ю. ш. 103°13′ з. д. / 27,68° ю. ш. 103,21° з. д. | 19,3        |

- Сателлитный кратер Голицын B в 1985 г. переименован Международным астрономическим союзом в кратер Фрайкселл.